# Ina Wagler-Fendrich
Ina Nadine Wagler-Fendrich, geboren als Ina Nadine Wagler (* 26. Mai 1975 in Berlin) ist eine deutsche Musicaldarstellerin.

## Leben
Wagler-Fendrich absolvierte von 1998 bis 2002 an der Universität der Künste Berlin ein Studium von Gesang, Schauspiel und Tanz, das sie mit Diplom-Musicaldarstellerin abschloss. Im Anschluss besuchte sie einige Workshops.
Sie hatte unter anderem Engagements am Raimundtheater in Wien, am Theater St. Gallen und am Hansa-Theater in Berlin.
Im Dezember 2010 heiratete sie Rainhard Fendrich. Im März 2011 wurde ein gemeinsamer Sohn geboren. 2013 kam es zur öffentlichen Trennung. Im November 2016 ließ das Paar sich amtlich scheiden.